# Piper longimucronatum
Piper longimucronatum är en pepparväxtart som beskrevs av Truman George Yuncker. Piper longimucronatum ingår i släktet Piper och familjen pepparväxter. Inga underarter finns listade i Catalogue of Life.